# Distrito electoral de Vienna n.º 1
Vienna No. 1 (en inglés: Vienna No. 1 Precinct) es un distrito electoral ubicado en el condado de Johnson en el estado estadounidense de Illinois. En el Censo de 2010 tenía una población de 515 habitantes y una densidad poblacional de 20,74 personas por km².

## Geografía
Vienna No. 1 se encuentra ubicado en las coordenadas 37°24′8″N 88°56′52″O / 37.40222, -88.94778. Según la Oficina del Censo de los Estados Unidos, Vienna No. 1 tiene una superficie total de 24.83 km², de la cual 24.55 km² corresponden a tierra firme y (1.12%) 0.28 km² es agua.

## Demografía
Según el censo de 2010, había 515 personas residiendo en Vienna No. 1. La densidad de población era de 20,74 hab./km². De los 515 habitantes, Vienna No. 1 estaba compuesto por el 95.15% blancos, el 1.75% eran afroamericanos, el 0.19% eran amerindios, el 0.19% eran asiáticos, el 0.19% eran isleños del Pacífico, el 0.19% eran de otras razas y el 2.33% pertenecían a dos o más razas. Del total de la población el 2.52% eran hispanos o latinos de cualquier raza.